# 花火の陰
『花火の陰』（はなびのかげ）は、村松みさきによる戯曲である。2017年5月にテアトルBONBON（中野）でハルベリーオフィス特別公演として初演され、2020年2月に三越劇場で商業演劇として再演された。

## あらすじ
とある片田舎。映画を撮影するため、俳優、スタッフ、作品に関わる漫画家などがこの地に滞在していた。しかし、ある事件をきっかけに、映画は完成を見ることなく、表現者たちはバラバラになってしまった。それから20年、かつて撮影チームの助手として下積み生活をしていた女性が、大物女優として大きく成長し、この地に戻ってきた。彼女が20年ぶりにかつてのロケ地に足を踏み入れたその瞬間、20年前、共に同じ時を過ごした人たちが次々とある目的のためにやってくる。過去を回想していく中で、長年自分の中でひた隠しにしてきた想いに巡り合っていく女優。―『花火みたいな人生を歩めて、羨ましいです』―『花火が綺麗なのは一瞬だけだから。そのあとの行方を、誰も知らないし、知ろうともしないでしょ』遠い過去から誰かの声が聞こえた気がした。田舎の空に花火の音が鳴り響くとき、20年の時を超え、過去と現在が静かに交錯し、そこで暮らしていた人たちの生き様が浮き彫りにされていく。その時、起きた出来事とは……。

## 上演史

### 初演
2017年（平成29年）5月、いずみよしはるが主宰するハルベリーオフィスによって、村松みさきの演出、元宝塚花組娘役トップの大鳥れいの姫川春子、演劇集団キャラメルボックスの看板俳優岡田達也のサクマ俊介の座組みで、中野テアトルBONBONで初演され、全席完売となった。

#### 初演スタッフ・出演者

##### スタッフ
- プロデューサー：いずみよしはる（合同会社ハルベリーオフィス）
- 脚本：村松みさき（村松みさきプロデュース）
- 演出：村松みさき
- 舞台監督：清水義幸（カフンタ）
- 美術：江連亜花里
- 照明：柳田充
- 音響：志和屋邦治
- 制作協力：西村なおこ
- 演出助手：鷲谷みちこ
- 日時：2017年（平成29年）5月31日〜6月4日
- 場所：中野テアトルBONBON

##### キャスト
- サクマ俊介：岡田達也（演劇集団キャラメルボックス）
- 姫川春子：大鳥れい
- 須崎陽一：篠原功（演劇集団SINK）
- 白幡由梨：笠松はる
- たまごちゃん：中村恵子
- 小松幸子：きよこ
- 小松広海：宮古康夫
- 橋本のぶゆき：阿紋太郎
- 星野文子：村松みさき
- 村瀬健二：本間健太

### 再演
プロデュース公演の再演はただでさえ異例なのに、およそ100席の小劇場から歴史ある三越劇場に場を移すとあって話題となった。今回の演出はおぼんろのわかばやしめぐみが手がけ、大鳥れい、笠松はる、きよこ、阿紋太郎、岡田達也らの出演者が続投するほか、新たに野村宏伸、石田隼、藤田奈那、森めぐみ、藤崎卓也、築田行子、森大がキャスティングされた。

#### 再演スタッフ・出演者

##### スタッフ
- 脚本：村松みさき（村松みさきプロデュース）
- 演出：わかばやしめぐみ（おぼんろ）
- 音楽：かめがいあやこ（ポップしなないで）
- 舞台美術：竹邊奈津子
- 照明：加藤学（ブルーモーメント）
- 音響：志和屋邦治
- 衣装：果南
- 衣装補佐：真夏果、水沢まな美、沙季
- ヘアメイク：成谷充未、木戸望、遠田ひとみ
- 宣伝美術：須藤えりか
- 宣伝動画：遠藤智林
- 演出助手：本間健太（Rocket Roid‼）
- 舞台監督：伊藤清一（a58b)、鈴木沙織 (a58b)
- 舞台監督補：茎津湖乃美(ショーGEKI)、行永浩信、近野莉子
- 制作：後藤由香理（TEAM#BISCO）、竹井直美（TEAM#BISCO）、吉乃ルナ
- エグゼクティブプロデューサー：安藤岳（東映ビデオ株式会社）
- プロデューサー：いずみよしはる、扇浦泰祐（ACT JP-Group）
- アシスタントプロデューサー：井上景子、櫻川ヒロ
- 制作：ハルベリープロデュース
- 製作統括：東映ビデオ株式会社
- 主催： 舞台『花火の陰』2020製作委員会
- 日時：2020年（令和2年）2月5日〜2月10日
- 場所：三越劇場

##### キャスト
- 姫川春子：大鳥れい
- 須崎陽一：野村宏伸
- 白幡由梨：笠松はる
- 磯村おさむ：石田隼
- たまごちゃん：藤田奈那
- 小松幸子：きよこ
- 花岡しおり：森めぐみ（演劇集団キャラメルボックス）
- 小松広海：藤崎卓也
- 橋本のぶゆき：阿紋太郎
- 星野文子：築田行子
- 村瀬健二：森大（30-DELUX）
- サクマ俊介： 岡田達也（演劇集団キャラメルボックス）